# Кончинино
Кончи́нино (рос. Кончинино) — присілок у складі Дмитровського міського округу Московської області, Росія.

## Історія
Присілок у Якова Ананьевича купив Одинець Никифорович Подчертков. У 1447 році він вже належало Троїце-Сергієвому монастирю. Наприкінці XVI століття у ньому вже було 18 селянських дворів та дерев'яний храм Архангела Михаїла. У церкві служба правилась тільки по святах, тоді приїжджав з Марининого священик.

## Населення
Населення — 72 особи (2010; 52 у 2002).
Національний склад (станом на 2002 рік):
- росіяни — 98 %